# 喬湲媛
喬湲媛（1995年7月26日—），原名詹宛儒，台灣女演員，出生於臺中市，畢業於文化大學中國戲劇學系。2015年，曾演出中華電信MOD微電影《對話》，並以此片入圍MOD大賽最佳女演員獎。2017年，拍攝電影《紅衣小女孩2》中飾演李雅婷，在台灣電影圈嶄露頭角。以《恐怖高校劇場-直播中二間》獲得53屆金鐘迷你劇集最佳女配角提名。

## 演出作品

### 電影
| 年份   | 劇名        | 角色   | 導演   | 備註 |
| 2017年 | 紅衣小女孩2 | 李雅婷 | 程偉豪 |      |
| 2020年 | 女鬼橋      | 石語晴 | 奚岳隆 |      |

### 網路電影
| 年份   | 劇名                | 角色   | 導演   | 備註 |
| 2017年 | 美亞娛樂 《等，等》 | 沈蔓蔓 | 張博欽 |      |

### 電視劇
| 年份   | 電視臺                     | 劇名                  | 飾演           | 導演                   | 備註         |
| 2017年 | 中視                       | 櫻桃小丸子            | 野村敦子       | 張欽                   |              |
| 2017年 | 公視                       | 不發火                | 女子           | 徐浩軒                 | 公視新創電影 |
| 2019年 | 公視                       | 魂囚西門              | 瑪麗           | 謝庭菡                 | 公視迷你劇集 |
| 2019年 | 華視                       | 我的阿北同學          | 小樂           | 烏奴奴                 | 華視金選劇場 |
| 2019年 | 公視                       | 糖糖Online            | 陳欣恬（糖糖） | 簡學彬                 | 公視迷你劇集 |
| 2019年 | 華視                       | 守著陽光守著你        | 駱采翎         | 連春利                 |              |
| 2020年 | 公視主頻、公視+            | 我的婆婆怎麼那麼可愛  | 蘇妮妮         | 鄧安寧                 |              |
| 2021年 | 東森戲劇台                 | 王牌辯護人            | 何芸芸         | 黃志翔                 |              |
| 2021年 | 八大戲劇台、衛視中文台     | 她們創業的那些鳥事    | 林美瑤         | 許肇任、馮家瑞、林志儒 |              |
| 2021年 | HBO Asia                   | 誰在你身邊            | 簡恩家         | 何潤東                 |              |
| 2021年 | 東森電影台                 | 競技青春              | 可可           | 姜秉辰、張耕聞         | 東森電視電影 |
| 2022年 | 公視                       | 幻象人                |                | 王逸鈴                 | 公視人生劇展 |
| 2022年 | 東森戲劇台                 | 額外旅程              | 薇薇           | 朱峰                   |              |
| 2023年 | 公視                       | 牛車來去              | 招弟           | 李岳峰、張志鴻         |              |
| 2023年 | 公視、八大戲劇台           | 最佳利益3－最終利益   | 齊言歡         | 林立書、鄒奕笙         |              |
| 2024年 | 公視台語台                 | 鹽水大飯店            | 玉華           | 鄭文堂、林志儒         |              |
| 2024年 | 公視主頻、公視+            | 我的婆婆怎麼那麼可愛2 | 蘇妮妮         | 鄧安寧                 |              |
| 2025年 | NHK                        | 東京沙拉碗            | Candy          |                        | 日本電視劇   |
| 2025年 | 聰明鎮                     |                       |                |                        |              |
| 2025年 | 你，敢不敢？－置物櫃的少女 |                       |                |                        |              |

### 網路劇
| 年份   | 劇名                                                    | 角色       | 導演   | 備註                           |
| 2017年 | 酷瞧 《恐怖高校劇場－直播中二間》（页面存档备份，存于） | 張瑾－喳喳 | 林彥廷 | 入圍53屆金鐘迷你劇集最佳女配角 |
| 2019年 | LINE TV、KKTV上架 《同居吧! MC女孩》                    | 乖乖女     | 李湘郡 |                                |

### 短片
- 2015年 中華電信 - MOD『對話』
- 2016年 波波黛莉 - 情侶有事嗎
- 2016年 教育部 - 跳舞機器人
- 2016年 衣魅
- 2016年 窒息遊戲
- 2016年 噪咖 - 痘痘女孩的困擾
- 2016年 台藝大《好久不見》
- 2016年 台藝大《戀物．人語》
- 2016年 玄奘大學《斷訊》
- 2016年 朝陽科技大學《逆手刀》 - 飾演怡玲
- 2017年 公視 - 不發火
- 2017年 微博單元劇 - 三分拾聊
- 2017年 微博單元劇 - 愛上欺負你
- 2024年 遊戲開始

### 音樂錄影帶
- 2018年 林育羣【如果重來】
- 2020年 休思shoosh 【我們就這樣吧】
- 2022年 Crispy脆樂團【揹上悲傷北上】
- 2024年 Crispy脆樂團【年少的我們永遠輕狂】

### 廣告
- 2018年 台啤微醺系列 - 夏密啤酒
- 2018年 台灣之星
- 2018年 汽車 SKODA
- 2018年 摩托車 suzuki
- 2018年 samsung galaxy A8 star
- 2018年 蕾妮亞衛生棉
- 2017年 微軟office 365
- 2017年 台北世大運
- 2017年 7-11集點
- 2017年 麥當勞 - 鮮蝦漢堡
- 2017年 波波黛莉 - 每朝雙纖
- 2017年 中國脈動飲料
- 2017年 露得清 - 野餐篇、圖書館篇
- 2016年 味丹泡麵 - 正妹篇
- 2015年 洗面乳 adidas

## 獎項紀錄
| 年份   | 頒獎典禮         | 獎項                       | 作品                         | 角色   | 結果 |
| ------ | ---------------- | -------------------------- | ---------------------------- | ------ | ---- |
| 2018年 | 第53屆金鐘獎     | 迷你劇集／電視電影女配角獎 | 《恐怖高校劇場之直播中二間》 | 張謹   | 提名 |
| 2020年 | 第22屆台北電影獎 | 最佳女配角                 | 《女鬼橋》                   | 石語晴 | 提名 |